# Walther Stützle
Walther Stützle (* 29. November 1941 in Westerland, Sylt; † 8. August 2016 in Berlin) war ein deutscher Politikwissenschaftler und Journalist.

## Leben
Nach dem Abitur 1961 war Walther Stützle von 1961 bis 1962 Reserveoffizieranwärter bei der Marine. Er studierte von 1962 bis 1966 Politikwissenschaft an der Freien Universität Berlin, der Universität Hamburg und der Universität Bordeaux; er schloss als Diplom-Politologe ab und wurde zum Dr. rer. pol. promoviert. Zu seinen akademischen Lehrern gehörten Ernst Fraenkel, Bruno Schultz und Gilbert Ziebura. Danach war er als Dozent an der Theodor-Heuss-Akademie der Friedrich-Naumann-Stiftung in Gummersbach tätig. 1968 arbeitete er beim International Institute for Strategic Studies in London.
Ab 1969 bekleidete er verschiedene Funktionen im Bundesministerium der Verteidigung. Von 1977 bis 1982 leitete Stützle unter den Ministern Georg Leber und Hans Apel (beide SPD) den Planungsstab des Bundesministeriums der Verteidigung. Sein militärischer Rang war Oberleutnant zur See der Reserve. Ab 1983 war er Korrespondent der Stuttgarter Zeitung. Von 1986 bis 1991 war er Direktor des Stockholm International Peace Research Institute (SIPRI). Beim Berliner Tagesspiegel war er von 1991 bis 1994 stellvertretender Chefredakteur und von 1994 bis 1998 Chefredakteur.
In den Jahren von 1998 bis 2002 war er beamteter Staatssekretär im Bundesministerium der Verteidigung unter Minister Rudolf Scharping (SPD). Nach seiner zunehmenden Entmachtung zugunsten des Generalinspekteurs Harald Kujat trat Stützle zurück.
Walther Stützle war ab September 2004 Senior Distinguished Fellow der Stiftung Wissenschaft und Politik. Des Weiteren war er als freier Autor tätig und nahm verschiedene Lehraufträge wahr. Von 2008 bis wenige Monate vor seinem Tod war er zudem Vorsitzender des Internationalen Beirats der Bundeskanzler-Willy-Brandt-Stiftung in Berlin. 2014 initiierte er gemeinsam mit anderen den Appell für eine andere Russlandpolitik.

## Werke
- Die Deutschland-Politik der Kennedy-Administration unter besonderer Berücksichtigung der Berlin-Krise 1961/62, Berlin 1966, OCLC 918221517 (Diplomarbeit FU Berlin 1966).
- Kennedy und Adenauer in der Berlin-Krise 1961/1962 (= Schriftenreihe des Forschungsinstituts der Friedrich-Ebert-Stiftung. Band 96). Neue Gesellschaft, Bonn-Bad Godesberg 1973, ISBN 3-87831-059-5 (Dissertation FU Berlin 1972 OCLC 917829694).
- Politik und Kräfteverhältnis. Die Bundesrepublik im Wechselspiel der wirtschaftlichen, politischen und militärischen Kräfte von Ost und West, Mittler, Herford 1983, ISBN 3-8132-0169-4.
- Syrieneinsatz? Der bewaffnete Irrtum. In: Cicero. Nr. 1, Januar 2016.